# Jon Hamm
Jonathan Daniel "Jon" Hamm (Saint Louis, 1971. március 10. –) kétszeres Golden Globe- és Primetime Emmy-díjas amerikai színész, producer. 
Legismertebb televíziós alakítása Don Draper volt az AMC Mad Men – Reklámőrültek (2007–2015) című drámasorozatában.

## Élete
A Missouri állambeli Saint Louis városban született.
Az 1990-es évek közepétől Los Angelesben élve televíziós sorozatokban szerepelt, majd 2000-ben debütált a mozivásznon az Űrcowboyok című filmben. 2001-ben kisebb szerepet kapott a Csók, Jessica Stein című független filmben. 2007-től a Mad Men hozta el számára a hírnevet, színészi játékát 2008-ban és 2016-ban Golden Globe-díjjal jutalmazták legjobb férfi főszereplő (drámasorozat) kategóriában. 2015-ben hasonló kategóriában Primetime Emmy-díjat nyert. A sorozat két epizódját rendezőként is jegyzi.
2008-ban feltűnt az Amikor megállt a Föld című sci-fiben. Első filmes főszerepe a Lopott életek (2010) című thrillerben volt. Ezt követően főszerepelt Az egymillió dolláros kéz (2014) és a Kémek a szomszédban (2016) című filmekben. Mellékszerepeket vállalt a Tolvajok városa (2010), az Álomháború (2011), a Koszorúslányok (2011), a Nyomd, Bébi, nyomd (2017), a Haverok harca (2018), a Húzós éjszaka az El Royale-ban (2018) és a Richard Jewell balladája (2019) című filmekben. 
Egyéb televíziós munkái közé tartozik az Egy ifjú orvos feljegyzései és más történetek, a Fekete tükör és a Városfejlesztési osztály. Szinkronszínészként hangját kölcsönözte a Shrek a vége, fuss el véle (2010) és a Minyonok (2015) című animációs filmekben és a Légió című televíziós sorozatban.

## Filmográfia

### Film
| Év   | Magyar cím                     | Eredeti cím                         | Szerep                                      | Magyar hang            |
| ---- | ------------------------------ | ----------------------------------- | ------------------------------------------- | ---------------------- |
| 2000 | Űrcowboyok                     | Space Cowboys                       | fiatal pilóta                               |                        |
| 2001 | Csók, Jessica Stein            | Kissing Jessica Stein               | Charles                                     | Bordás János           |
| 2002 | Katonák voltunk                | We Were Soldiers                    | Matt Dillon százados                        |                        |
| 2006 | Eszement szerelem              | Ira & Abby                          | Ronnie                                      |                        |
| 2007 |                                | The Ten                             | Chris Knarl                                 |                        |
| 2008 | Amikor megállt a Föld          | The Day the Earth Stood Still       | Dr. Michael Granier                         | Debreczeny Csaba       |
| 2009 | Egy egyedülálló férfi          | A Single Man                        | Hank Ackerley (hangja)                      |                        |
| 2009 | Lopott életek                  | Stolen                              | Tom Adkins Sr.                              | Kárpáti Levente        |
| 2010 | Shrek a vége, fuss el véle     | Shrek Forever After                 | Brogan (hangja)                             | Bognár Tamás           |
| 2010 | A szupercsapat                 | The A-Team                          | Lynch ügynök                                |                        |
| 2010 | Tolvajok városa                | The Town                            | Adam Frawley                                | Fekete Ernő            |
| 2010 | Üvöltés                        | Howl                                | Jake Ehrlich                                | Tarján Péter           |
| 2011 | Álomháború                     | Sucker Punch                        | High Roller / Doktor                        | Rajkai Zoltán          |
| 2011 | Koszorúslányok                 | Bridesmaids                         | Ted                                         | Fekete Ernő            |
| 2012 | Barátok babával                | Friends with Kids                   | Ben                                         | Barát Attila           |
| 2013 | A futurológiai kongresszus     | The Congress                        | Dylan Truliner (hangja)                     |                        |
| 2014 | Az egymillió dolláros kéz      | Million Dollar Arm                  | J. B. Bernstein                             | Fekete Ernő            |
| 2015 | Minyonok                       | Minions                             | Herb Túlölő (hangja)                        | Nagypál Gábor          |
| 2016 | Pusszantalak, drágám – A film  | Absolutely Fabulous: The Movie      | önmaga (cameoszerep)                        | Horváth-Töreki Gergely |
| 2016 | Kémek a szomszédban            | Keeping Up with the Joneses         | Tim Jones                                   | Fekete Ernő            |
| 2017 |                                | Marjorie Prime                      | Walter                                      |                        |
| 2017 | Nyomd, Bébi, nyomd             | Baby Driver                         | Jason “Haver” Van Horne                     | László Zsolt           |
| 2017 |                                | Aardvark                            | Craig Norman                                |                        |
| 2018 | Nosztalgia                     | Nostalgia                           | Will Beam                                   |                        |
| 2018 |                                | Beirut                              | Mason Skiles                                |                        |
| 2018 | Haverok harca                  | Tag                                 | Bob Callahan                                | Fekete Ernő            |
| 2018 | Húzós éjszaka az El Royale-ban | Bad Times at the El Royale          | Laramie Seymour Sullivan / Dwight Broadbeck | Fekete Ernő            |
| 2019 | A jelentés                     | The Report                          | Denis McDonough                             | Fekete Ernő            |
| 2019 | Lucy az égben                  | Lucy in the Sky                     | Mark Goodwin                                |                        |
| 2019 | Két páfrány között – A film    | Between Two Ferns: The Movie        | önmaga (cameo)                              |                        |
| 2019 |                                | The Jesus Rolls                     | Paul Dominique/fodrász                      |                        |
| 2019 | Richard Jewell balladája       | Richard Jewell                      | Tom Shaw FBI-ügynök                         | Fekete Ernő            |
| 2020 | A szerelem ösvényein           | Wild Mountain Thyme                 | Adam Kelly                                  | Fekete Ernő            |
| 2021 | Semmi hirtelen mozdulat        | No Sudden Move                      | Joe Finney                                  | Fekete Ernő            |
| 2022 | Top Gun: Maverick              | Top Gun: Maverick                   | Cyclone altengernagy                        | Fekete Ernő            |
| 2022 | A sarki iroda                  | Corner Office                       | Orson                                       | Törköly Levente        |
| 2022 | Valld be, Fletch               | Confess, Fletch                     | Fletch                                      | Fekete Ernő            |
| 2023 |                                | Maggie Moore(s)                     | Jordan Sanders                              |                        |
| 2023 |                                | Metalocalypse: Army of the Doomstar | Emcee, Klokateer (hangja)                   |                        |
| 2024 | Bajos csajok                   | Mean Girls                          | Carr edző                                   |                        |
| 2024 | Cukormáz nélkül                | Unfrosted                           | Reklámszakember                             | Kautzky Armand         |
| 2024 | Transformers Egy               | Transformers One                    | Őrszem Fővezér (hangja)                     | Széles Tamás           |

### Televízió
| Év        | Magyar cím                        | Eredeti cím                                         | Szerep                                    | Megjegyzések                                                                                         |
| --------- | --------------------------------- | --------------------------------------------------- | ----------------------------------------- | --- |
| 1996      |                                   | The Big Date                                        | önmaga                                    | versenyző                                                                                            |
| 1997      | Ally McBeal                       | Ally McBeal                                         | jóképű férfi a bárban                     | 1 epizód                                                                                             |
| 2000      |                                   | The Hughleys                                        | Buzz                                      | 1 epizód                                                                                             |
| 2000      | Csak egy kis para                 | The Trouble with Normal                             | Jackson                                   | 1 epizód                                                                                             |
| 2000–2001 |                                   | Providence                                          | Burt Ridley                               | 18 epizód                                                                                            |
| 2001      |                                   | Early Bird Special                                  | vörös hajú rendőr                         | 1 epizód                                                                                             |
| 2002      | Szívek szállodája                 | Gilmore Girls                                       | Peyton Sanders                            | 1 epizód                                                                                             |
| 2002–2004 | Az ügyosztály                     | The Division                                        | Nate Basso felügyelő                      | főszereplő (66 epizód)                                                                               |
| 2005      | CSI: Miami helyszínelők           | CSI: Miami                                          | Dr. Brent Kessler                         | 2 epizód                                                                                             |
| 2005      | Point Pleasant – Titkok városa    | Point Pleasant                                      | Dr. George Forrester                      | 2 epizód                                                                                             |
| 2005      | Bűbájos boszorkák                 | Charmed                                             | Jack Brody                                | 1 epizód                                                                                             |
| 2006      | Gyilkos számok                    | Numbers                                             | Richard Clast                             | 1 epizód                                                                                             |
| 2006      |                                   | Related                                             | Danny                                     | 1 epizód                                                                                             |
| 2006–2007 | Az egység                         | The Unit                                            | Wilson James                              | 5 epizód                                                                                             |
| 2006–2007 | Miért pont Brian?                 | What About Brian                                    | Richard Povich                            | 6 epizód                                                                                             |
| 2007      | The Sarah Silverman Program       | The Sarah Silverman Program                         | tévészerelő                               | 1 epizód                                                                                             |
| 2007–2015 | Mad Men – Reklámőrültek           | Mad Men                                             | Don Draper                                | - főszereplő (92 epizód) - rendező (2 epizód) és producer (40 epizód) - magyar hangja: - Fekete Ernő |
| 2008–2015 | Saturday Night Live               | Saturday Night Live                                 | önmaga (házigazda)                        | 10 epizód                                                                                            |
| 2009–2012 | A stúdió                          | 30 Rock                                             | Dr. Drew Baird / Abner / David Brinkley   | 7 epizód                                                                                             |
| 2010      | A Simpson család                  | The Simpsons                                        | FBI nyomozó (hangja)                      | 1 epizód                                                                                             |
| 2010–2012 |                                   | Conan                                               | Don Draper                                | két epizód                                                                                           |
| 2010–2016 |                                   | Childrens Hospital                                  | Derrick Childrens / Arthur Childrens      | 6 epizód                                                                                             |
| 2011      | Robotcsirke                       | Robot Chicken                                       | több szereplő hangja                      | 2 epizód                                                                                             |
| 2012      |                                   | The Increasingly Poor Decisions of Todd Margaret    | önmaga                                    | 4 epizód                                                                                             |
| 2012      |                                   | Comedy Bang! Bang!                                  | önmaga                                    | 1 epizód                                                                                             |
| 2012      | Locsi-fecsi Márta                 | Martha Speaks                                       | Ham Johnson (hangja)                      | 1 epizód                                                                                             |
| 2012      |                                   | Metalocalypse                                       | Jamawa szultán (hangja)                   | 1 epizód                                                                                             |
| 2012      | Amerikai fater                    | American Dad!                                       | önmaga (hangja)                           | 1 epizód                                                                                             |
| 2012      | Family Guy                        | Family Guy                                          | önmaga (hangja)                           | 1 epizód                                                                                             |
| 2012–2013 |                                   | The Greatest Event in Television History            | Rick Simon / Jon Hamm szelleme            | 2 epizód                                                                                             |
| 2012–2013 | Egy fiatal orvos feljegyzései     | A Young Doctor's Notebook                           | Dr. Vladimir Bomgard idősen               | - főszereplő (8 epizód) - vezető producer (8 epizód)                                                 |
| 2013      | Bob burgerfalodája                | Bob's Burgers                                       | O.T. (hangja)                             | 1 epizód                                                                                             |
| 2013      | Archer                            | Archer                                              | Murphy százados (hangja)                  | 2 epizód                                                                                             |
| 2013      |                                   | 2013 ESPY Awards                                    | önmaga (házigazda)                        | különkiadás                                                                                          |
| 2013      | Előzmények törlése                | Clear History                                       | Will Haney                                | - tévéfilm - magyar hangja: - Anger Zsolt                                                            |
| 2014      | Web-terápia                       | Web Therapy                                         | Jeb Masters                               | - 2 epizód - magyar hangja: - Fekete Ernő                                                            |
| 2014      | Fekete tükör                      | Black Mirror                                        | Matt Trent                                | - 1 epizód (Fehér karácsony) - magyar hangja: - Kárpáti Levente                                      |
| 2014–2015 | Városfejlesztési osztály          | Parks and Recreation                                | Ed                                        | 2 epizód                                                                                             |
| 2015      | 7 nap a pokolban                  | 7 Days in Hell                                      | narrátor                                  | tévéfilm                                                                                             |
| 2015      |                                   | Wet Hot American Summer: First Day of Camp          | Falcon                                    | 4 epizód                                                                                             |
| 2015      |                                   | Toast of London                                     | önmaga                                    | 1 epizód                                                                                             |
| 2015–2019 | A megtörhetetlen Kimmy Schmidt    | Unbreakable Kimmy Schmidt                           | Richard Wayne Gary Wayne                  | 13 epizód                                                                                            |
| 2016      | Wander, a galaktikus vándor       | Wander Over Yonder                                  | Cartoon Lord Hater (hangja)               | 1 epizód                                                                                             |
| 2016      | Angie Tribeca – A törvény nemében | Angie Tribeca                                       | McCormick                                 | 1 epizód                                                                                             |
| 2016      |                                   | All or Nothing: A Season with the Arizona Cardinals | narrátor                                  | 8 epizód                                                                                             |
| 2016      | Az utolsó ember a Földön          | The Last Man on Earth                               | Darrell                                   | 1 epizód                                                                                             |
| 2016–2018 |                                   | The Amazing Gayl Pile                               | C.A.M. (Condo Automation Module) (hangja) | 8 epizód                                                                                             |
| 2017      | SpongyaBob Kockanadrág            | SpongeBob SquarePants                               | Don Grouper (hangja)                      | 1 epizód                                                                                             |
| 2017      | A gyógyszer útja                  | Tour de Pharmacy                                    | narrátor                                  | tévéfilm                                                                                             |
| 2017      |                                   | All or Nothing: A Season with the Los Angeles Rams  | narrátor                                  | 8 epizód                                                                                             |
| 2017      | Hormonokkal túlfűtve              | Big Mouth                                           | Scallops (hangja)                         | 1 epizód                                                                                             |
| 2018      | Légió                             | Legion                                              | narrátor                                  | 7 epizód                                                                                             |
| 2018      | Barry                             | Barry                                               | önmaga                                    | 1 epizód                                                                                             |
| 2018      | Random menőségek                  | Random Acts of Flyness                              | önmaga                                    | 1 epizód                                                                                             |
| 2018      |                                   | I Love You, America with Sarah Silverman            | Abraham Lincoln                           | 1 epizód                                                                                             |
| 2018      | Green család a nagyvárosban       | Big City Greens                                     | Louis (hangja)                            | 1 epizód                                                                                             |
| 2019      | Elveszett próféciák               | Good Omens                                          | Gábriel arkangyal                         | - főszereplő (5 epizód) - magyar hangja: - Debreczeny Csaba                                          |
| 2020      | Harc a vírus ellen                | Medical Police                                      | Doctor Derrick Childrens                  | 1 epizód                                                                                             |
| 2020      | Félig üres                        | Curb Your Enthusiasm                                | önmaga                                    | 1 epizód                                                                                             |
| 2020      |                                   | Home Movie: The Princess Bride                      | Westley                                   | 1 epizód                                                                                             |
| 2020      |                                   | Marvel's 616                                        | önmaga                                    | 1 epizód                                                                                             |
| 2020      | Sarah Cooper: Minden rendben      | Sarah Cooper: Everything's Fine                     | Steve Windell                             | különkiadás                                                                                          |
| 2020–2021 |                                   | Bless the Harts                                     | Webb polgármester (hangja)                | visszatérő szereplő (6 epizód)                                                                       |
| 2021      | Legyőzhetetlen                    | Invincible                                          | Steve (hangja)                            | - 2 epizód - magyar hangja: - Czvetkó Sándor                                                         |
| 2021      | A Marvel bemutatja: M.O.D.O.K.    | M.O.D.O.K.                                          | Vasember (hangja)                         | 4 epizód                                                                                             |
| 2023      |                                   | The Eric Andre Show                                 | önmaga                                    | 1 epizód                                                                                             |
| 2023      | The Morning Show                  | The Morning Show                                    | Paul Marks                                | 10 epizód                                                                                            |
| 2023–2024 | Fargo                             | Fargo                                               | Roy Tillman seriff                        | 10 epizód                                                                                            |
| 2024–     |                                   | Grimsburg                                           | Marvin Flute (hangja)                     | vezető producer                                                                                      |
| 2024      | É-szakik                          | The Great North                                     | Dennis / Beef szíve (hangja)              | 2 epizód                                                                                             |
| 2024      |                                   | Stupid Pet Tricks                                   | önmaga                                    | 1 epizód                                                                                             |
| 2024      | Az olajügynök                     | Landman                                             | Monty Miller                              | főszereplő                                                                                           |

## Fordítás
- Ez a szócikk részben vagy egészben  a   Jon Hamm című angol Wikipédia-szócikk fordításán alapul.  Az eredeti cikk szerkesztőit annak laptörténete sorolja fel. Ez a jelzés csupán a megfogalmazás eredetét és a szerzői jogokat jelzi, nem szolgál a cikkben szereplő információk forrásmegjelöléseként.